# Parydra appendiculata
Parydra appendiculata är en tvåvingeart som beskrevs av Friedrich Hermann Loew 1878. Parydra appendiculata ingår i släktet Parydra och familjen vattenflugor. Inga underarter finns listade i Catalogue of Life.